# کنیچی یاموتو
کنیچی یاموتو (به ژاپنی: 湯元健؛ زادهٔ ۴ دسامبر ۱۹۸۴) ورزشکار پیشین رشته کشتی اهل ژاپن است که در دستهٔ وزنی ۶۰ کیلوگرم کشتی آزاد در المپیک ۲۰۰۸ پکن مدال نقره را کسب کرد. او همچنین برندهٔ مدال برنز مسابقات قهرمانی کشتی جهان (۲۰۱۱) است.

او در المپیک ۲۰۰۸ پکن ابتدا به مقام سوم رسید اما پس از مثبت‌شدن آزمایش دوپینگ واسیلی فدوریشین از اوکراین که رقیب او و برنده مدال نقره بود، این مدال از فدوریشین بازپس‌گیری و به یاموتو ژاپنی رسید.